# スズメバチ科
スズメバチ科 (Vespidae) は、スズメバチ上科に属する膜翅目の科の一つ。多くの人がハチというと想起する黄色と黒の縞模様の毒針で刺す虫であるスズメバチ亜科やアシナガバチ亜科といった真社会性狩バチと、種数ではさらに多くの種を含むドロバチ亜科などいくつかの単独性（一部は亜社会性）生活する亜科からなる。
世界の亜寒帯から熱帯に広く分布し、約5400種からなる多様な種が含まれる。 

## 下位分類
1980年代以降、分岐学的解析によるアシナガバチ亜科（Polistinae）、スズメバチ亜科（Vespinae）、ドロバチ亜科（Eumeninae）、ハラホソバチ亜科（Stenogastrinae）、ハナドロバチ亜科（Masarinae）、サバクドロバチ亜科（Euparagiinae）の6亜科とする分類が主流であった。日本の図鑑では今でもこの分類が採用されている。
2000年代になって分子系統解析が行われるようになると、ハナドロバチ亜科やドロバチ亜科の単系統性について疑問が出され、上記6亜科にGayellinae（ハナドロバチ亜科のGayellini族）とZethinae（ドロバチ亜科のZethini族）をそれぞれ亜科として分離した8亜科、あるいはさらにRaphiglossinae（Zethini族の一部Raphiglossa属とその近縁属からなる）を認める9亜科からなるとする見解が出されている。
日本には6亜科のうちアシナガバチ亜科、スズメバチ亜科、ドロバチ亜科の3亜科が分布する。
このほか化石のみが知られる亜科として、Priorvespinae亜科と Protovespinae亜科がある。

## 社会性
スズメバチ科には、一匹で生活する単独性の種から、多数の個体が群れ（コロニー）で生活する種まで、さまざまな程度の社会性が見られることから、系統関係とあわせ、社会性の進化に関するモデル生物としての研究が盛んに行われている。
亜科別の社会性の程度を以下に示す
。
- サバクドロバチ亜科：単独性
- ハナドロバチ亜科（Gayellinaeを含む）：単独性
- ドロバチ亜科（Zethinae、Raphiglossinaeを含む）：多くが単独性、一部が亜社会性を示す[14]
- ハラホソバチ亜科：種によってさまざまな程度・様式の社会性を示す[2]
- アシナガバチ亜科：真社会性
- スズメバチ亜科：真社会性

Carpenter（1982）による分岐学的手法による分類では、スズメバチ科の真社会性（コロニー内部で繁殖カスト（女王バチ）と労働カスト（働きバチ）による分業がある状態）はハラボソバチ、アシナガバチ、スズメバチの共通祖先で1回進化したとされた。
その後、分子系統解析が行われるようになると、ハラボソバチ亜科と残りのグループとが姉妹群となるという結果が複数得られていることから、真社会性はハラボソバチ亜科と、アシナガバチ亜科とスズメバチ亜科の共通祖先とで、２回進化したのではないかと考えられるようになってきた。

## 生態
真社会性スズメバチ（大多数のスズメバチ亜科とアシナガバチ亜科、一部のハラホソバチ亜科）では、いわゆる女王バチと多数の働きバチ（不妊のメス）がコロニーを作って生活する。通常、温帯の社会性種の営巣活動は1年限りで、春に女王バチが巣を作り、不妊の娘である働きバチの労働により秋までに翌年の女王バチとなるメスとオスを生産し、冬が来るまでには営巣活動が終わり、翌年の女王のみが土中や朽木の中にもぐって越冬する。熱帯や亜熱帯に生息する種（特に南米のアシナガバチ亜科）のなかには、ミツバチのように分封によって新しい巣を作る種もいる。  
ドロバチ亜科、サバクドロバチ亜科のハチは子供のためにガの幼虫などを麻酔して巣に運び貯蔵するカリバチである。ハナドロバチ亜科は花蜜と花粉を子供の餌として利用する習性をハナバチとは独自に進化させた。ドロバチなど単独性種の巣は、地面や枯れ枝の髄に坑を掘る（掘坑性）、泥などで壷や瓶を作る（築造性）、竹筒や樹幹に開いた虫の脱出坑等の既存坑を利用する（借坑性）と大きく3つのタイプがある。
巣の素材として、単独性種の多くは泥を使って巣作りするが、ドロバチ亜科の一部（Zethini族）は生きた葉などを、スズメバチ亜科やアシナガバチ亜科やハラホソバチ亜科の一部では、枯れ木などから齧り取った植物繊維を噛み潰したパルプを利用する。 
アシナガバチ亜科やスズメバチ亜科では巣防衛のための高い攻撃性のため、毎年、特に夏から秋に人に対して刺傷被害をもたらす。またオオスズメバチ等のように養蜂業に対する脅威となる場合もある。しかし他方では、多くの種はチョウやガの幼虫を捕食するので、農業害虫の個体数抑制や自然生態系のバランス維持に寄与している。
- 外来種問題

在来のスズメバチ亜科がいなかったニュージーランドでは、フランスからヨーロッパクロスズメバチ（Vesupula germanica）が侵入した結果、生態系や畜産業などに被害が出ている。中国南部原産のツマアカスズメバチ（Vespa velutina）はヨーロッパや韓国に侵入し、生態系や養蜂業に被害が出ている。日本でも対馬に定着してしまったもののそれ以外への侵入を防止するための水際対策が行われ、現在本土への定着は免れている。カナダとアメリカ合衆国では2019年にアジアからオオスズメバチ（Vespa mandarinia）が発見され問題になっている。このうちアメリカ合衆国では徹底的に駆除が行われた結果、アメリカ農務省により根絶したとの発表が2024年にあった。